# Amfisbena (album)
Amfisbena – album muzyczny polskich raperów Żabsona i Young Igiego. Został wydany 11 marca 2022 roku przez wytwórnię Internaziomale, filię Universal Music Polska.
W listopadzie 2024 nagrania uzyskały certyfikat podwójnie platynowej płyty.

## Lista utworów
1. „Ziemia na Marsie” (Young Igi i Żabson)
2. „James Bond” (Young Igi i Żabson)
3. „Nie wszystek umrę” (Young Igi i Żabson)
4. „Perfekcja” (Young Igi i Żabson)
5. „Icey” (Young Igi i Żabson)
6. „Kap Kap” (Young Igi i Żabson)
7. „Relax” (Young Igi i Żabson)
8. „#FreeBritney” (Young Igi i Żabson, Marcin)